# Via Dolorosa

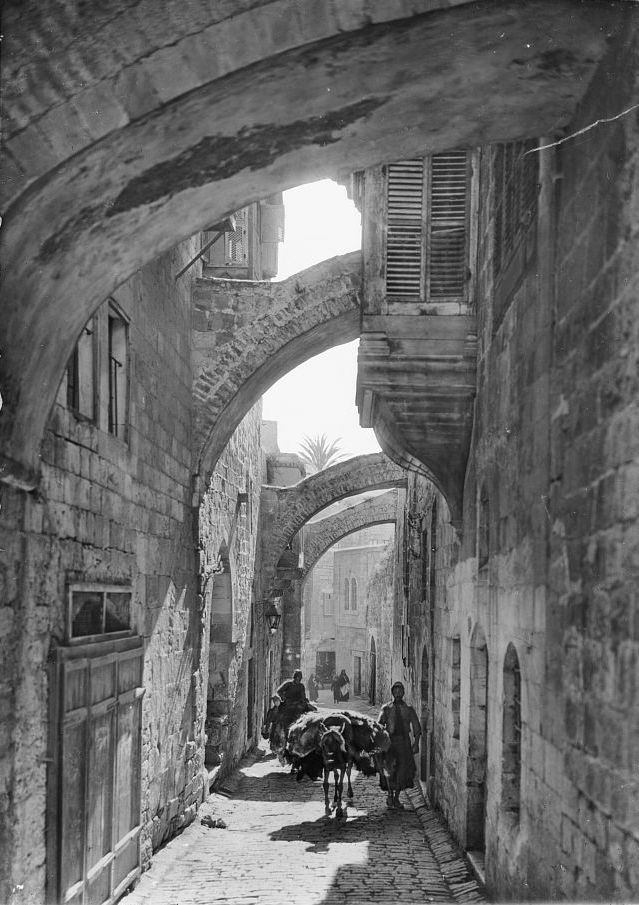
Via Dolorosa, Jerusalem

La Via Dolorosa (àrab: طريق الآلام, Ṭarīq al-Ālām; hebreu: ויה דולורוזה‎) és una ruta processional de la Ciutat vella de Jerusalem. Representa el trajecte que Jesús hauria fet, forçat pels soldats romans, en el camí que el portava al destí de la seva crucifixió. La ruta que s'inicia a l'antiga Fortalesa Antònia fins a la ⁣Basílica del Sant Sepulcre —una distància d'uns 600 metres— és un lloc de pelegrinatge cristià. La ruta actual s'ha establert des del segle xviii i substitueix diverses rutes anteriors. Actualment, la ruta està senyalitzada per catorze estacions del Via Crucis, nou de les quals són a l'exterior, als carrers, i les cinc estacions restants es troben actualment a l'interior de la Basílica del Sant Sepulcre.

## Història
Les primeres notícies d'una ruta de pelegrinatge corresponent a fets bíblics que daten de l'època romana d'Orient⁣. En aquella època, la processó del Dijous Sant s'iniciava des del cim del Mont de les Oliveres, s'aturava a Getsemaní, entrava a la Ciutat Vella per la Porta dels Lleons i seguia aproximadament el recorregut actual fins a la Basílica del Sant Sepulcre. Tanmateix, no hi havia les parades que hi ha actualment durant el recorregut per la mateixa Via Dolorosa. Al segle viii, però, la ruta passava pel turó de ponent; començava a Getsemaní i continuava fins a la presumpta casa de Caifàs a la muntanya de Sió, després continuava fins a Santa Sofia (considerada com el lloc del pretori) i finalment fins a la Basílica del Sant Sepulcre.
Durant l'⁣edat mitjana, els catòlics romans de Jerusalem es van dividir en dues parts, una controlava les esglésies del turó occidental, l'altra les esglésies del turó oriental. Cada part donava suport a la ruta que portava els pelegrins per les esglésies que controlava la zona en qüestió. Una part sostenia que la mansió del governador romà (Pretorium) es trobava a la muntanya de Sió (on tenien esglésies), l'altra que estava prop de la Fortalesa Antònia (on tenien esglésies).
Al segle xiv, el papa Climent VI va aconseguir una certa coherència en el recorregut amb la butlla Nuper Carissimae, amb la qual va establir la Custòdia Franciscana de Terra Santa i va encarregar als frares «la guia, la instrucció i la cura dels pelegrins llatins així com la tutela, manteniment, defensa i rituals dels santuaris catòlics de Terra Santa». A partir de l'any 1350, els frares franciscans van realitzar visites oficials per la Via Dolorosa, des del Sant Sepulcre fins a la Casa de Pilat, en la direcció contrària que va recórrer Crist a la Bíblia. La ruta no es va invertir fins al 1517, quan els franciscans van començar a seguir cronològicament els esdeveniments de la Passió de Crist, que sortia de la casa de Pilat i acabava amb la crucifixió a Gòlgota.
Des de l'inici de l'administració franciscana, el desenvolupament de la Via Dolorosa va estar íntimament lligat a les pràctiques devocionals a Europa. Els Frares Menors van ser fervents defensors de la meditació devocional com a mitjà per accedir i comprendre la Passió. Les hores i guies que elaboraven, com Meditaciones vite Christi, van tenir una gran difusió a Europa.

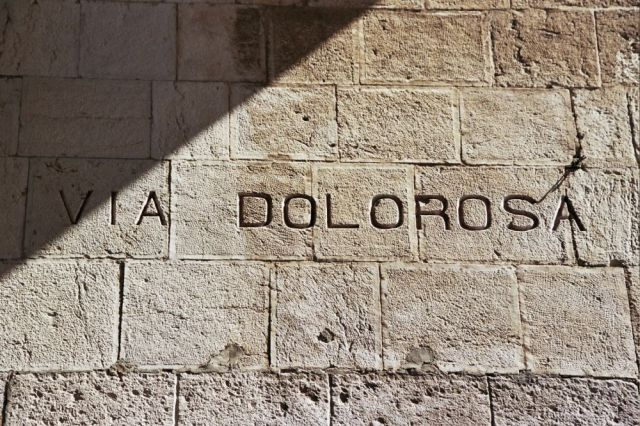
Inscripció de la Via Dolorosa

Certament, aquesta literatura devocional es va ampliar en els relats de la Via Dolorosa a la Bíblia; el període entre just després de la condemna de Crist per Pilat i just abans de la seva crucifixió no rep més que uns quants versos en els quatre Evangelis. Al llarg del segle xiv, una sèrie d'esdeveniments, marcats per les estacions de la Via Dolorosa, van sorgir en la literatura devocional i en el lloc físic de Jerusalem.
Les primeres estacions que apareixen en els relats de pelegrinatge van ser la trobada amb Simó de Cirene i les Filles de Jerusalem. Van seguir-hi una sèrie d'estacions, més o menys efímeres, com la casa de la Verònica, la casa de Simó el fariseu, la casa del malvat ric que no donaria almoina als pobres i la casa d'Herodes. En el seu llibre, The Stations of the Cross, Herbert Thurston assenyala: «[...]Tant si ens fixem en els llocs que, segons el testimoni dels viatgers, eren celebrats en honor a la mateixa Jerusalem, com en els pelegrinatges d'imitació que eren esculpits en pedra o en llibres per a la devoció dels fidels de casa, hem de reconèixer que hi havia una manca total de qualsevol mena d'uniformitat en l'enumeració de les estacions.»

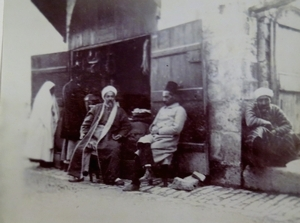
Botiga a la Via Dolorosa prop de l'arc Ecce Homo, Jerusalem, 1891

Aquesta negociació d'estacions, entre l'imaginari europeu i el lloc físic, es mantindria durant els sis segles següents. Només al segle xix hi va haver un acord general sobre la posició de la primera, quarta, cinquena i vuitena estació. Irònicament, els descobriments arqueològics del segle XX indiquen ara que el primer traçat de la Via Dolorosa al turó occidental era en realitat el camí més realista.
El disseny de l'actual Via Dolorosa amb la ruta bíblica es basa en el supòsit que el Pretori era adjacent a la Fortalesa Antònia. Tanmateix, l'escriptor de finals del segle i, Flavi Josep, testimonia que els governadors romans de la Judea romana, que governaven des de Cesarea de Palestina a la costa, es van allotjar al palau d'Herodes mentre estaven a Jerusalem. Duien a terme els seus judicis en aquell indret, a fora el paviment i es feia fuetejar els culpables allà mateix; Flavi Josep indicava que el palau d'Herodes es trobava al turó occidental, però, recentment (2001) ha estat redescobert sota un racó de la ciutadella de la Porta de Jaffa. A més, ara està confirmat per l'arqueologia que abans de les modificacions d'⁣Hadrià al segle ii (vegeu Èlia Capitolina), la zona adjacent a la fortalesa d'Antònia era una gran piscina d'aigua a l'aire lliure.

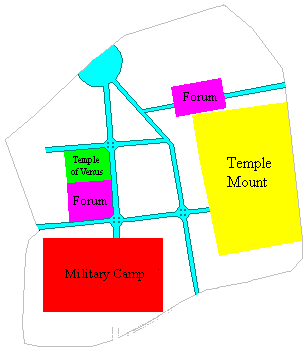
Les vies principals —les cardines (nord-sud) i decumani (est-oest)— a Èlia Capitolina. La Via Dolorosa és el decumanus nord

El 2009, l'arqueòleg israelià Shimon Gibson va trobar les restes d'un gran pati pavimentat al sud de la Porta de Jaffa entre dos murs de fortificació, amb una porta exterior i una d'interior que conduïa a una caserna. El pati contenia una plataforma elevada d'uns 2 m². Durant molt temps es va pensar que era la caserna romana, però un estudi de les ruïnes del Pretori va indicar que no era més que una torre de vigilància. Aquestes troballes juntes donen indicis de la ruta descrita als Evangelis i coincideixen amb els detalls trobats en altres escrits antics.
La ruta traçada per Gibson comença en un aparcament al barri armeni, després passa per les Muralles otomanes de la Ciutat Vella al costat de la Torre de David prop de la Porta de Jaffa abans de girar cap a la Basílica del Sant Sepulcre. La nova investigació també indica que el lloc de la crucifixió és a uns 20 m del lloc acceptat tradicionalment.

## Les 14 estacions del Viacrucis
La ruta tradicional comença a uns 200 metres a dins de la Porta dels Lleons (Porta de Sant Esteve) al barri musulmà, a prop de la ubicació de l'antiga fortalesa Antònia. La ruta fa el seu camí cap a l'oest per la Ciutat Vella fins a la Basílica del Sant Sepulcre al barri cristià. L'enumeració actual es basa en part en una caminada devocional circular, organitzada pels franciscans al segle XIV; la seva ruta devocional, en direcció est per la Via Dolorosa (en sentit contrari a l'habitual pelegrinatge cap a l'oest), començava i acabava a la Basílica del Sant Sepulcre, passant també tant per Getsemaní i pel Mont Sió.
Mentre que els noms de moltes carreteres de Jerusalem es tradueixen a l'anglès, l'hebreu i l'àrab pel seu significat, el nom utilitzat en hebreu és Via Dolorosa, transliterat. El nom àrab és la traducció de «camí del dolor» (طريق الآلام, Ṭarīq al-Ālām).
La sèrie de les 14 estacions commemora actualment els catorze episodis següents:
1. El lloc on Jesús va ser condemnat a mort
2. Jesús és obligat a portar la seva creu (Església de la Flagel·lació / Església de la Imposició de la Creu i Convent de les germanes de Sió)
3. Jesús cau per primera vegada
4. Jesús troba la seva mare (Església de la Mare de Déu dels Dolors)
5. Simó de Cirene és obligat a portar la creu (Capella de Simó de Cirene)
6. Verònica eixuga la cara de Jesús
7. Jesús cau per segona vegada
8. Les dones de Jerusalem ploren per Jesús
9. Jesús cau per tercera vegada
10. Jesús és despullat dels seus vestits
11. Jesús és clavat a la creu
12. Jesús mor a la creu
13. Jesús és baixat de la creu
14. Jesús és posat al sepulcre.

### Estacions 1 i 2: Judici de Pilat

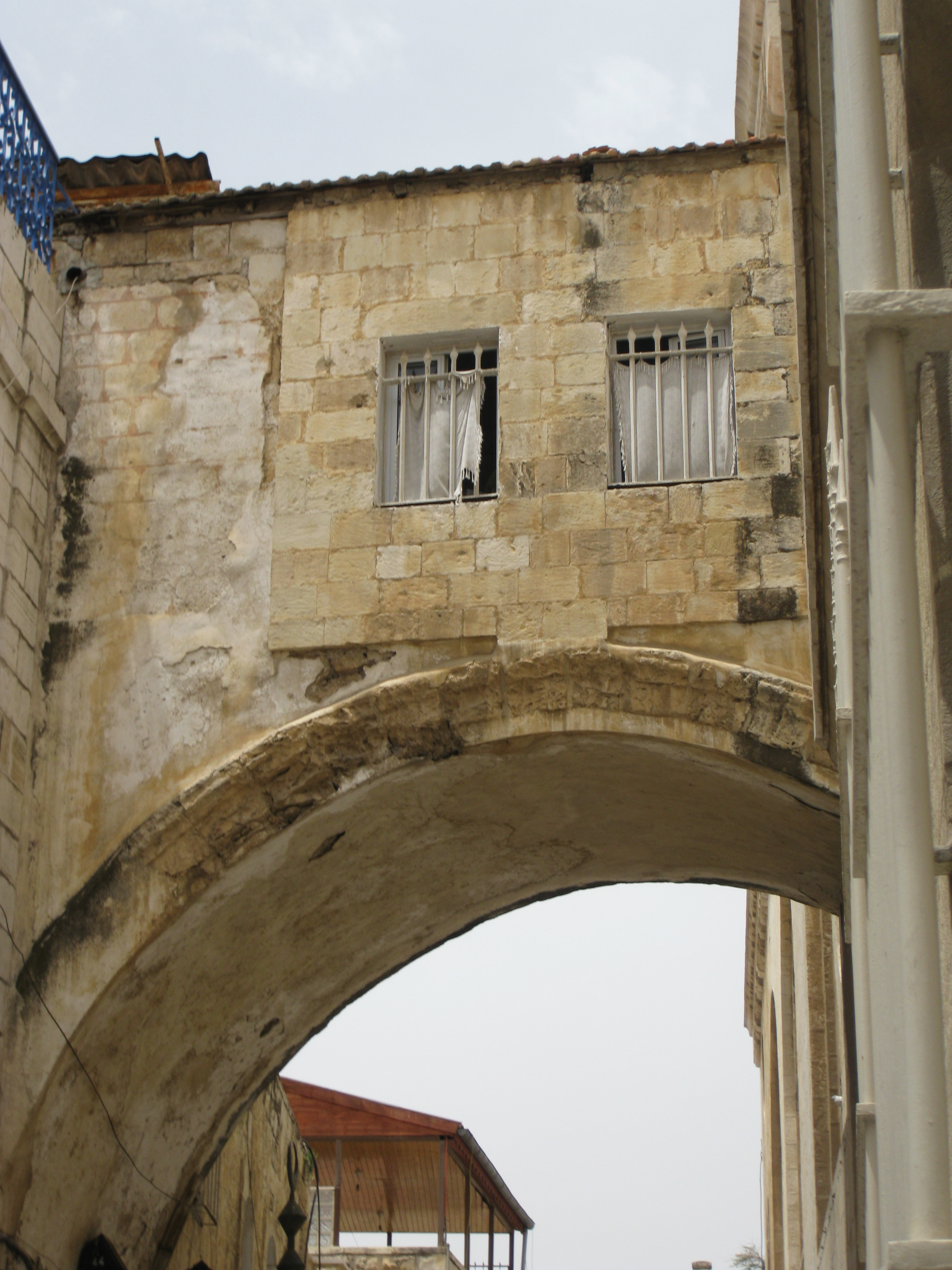
L'arc central Ecce homo, ara parcialment amagat per la construcció posterior

La primera i la segona estacions commemoren els esdeveniments de la trobada de Jesús amb Ponç Pilat: la primera en memòria del relat bíblic del judici i la posterior flagel·lació de Jesús; la segona en memòria del discurs Ecce homo segons l'⁣Evangeli de Joan. Els estudiosos bíblics proposen que Pilat va dur a terme els seus judicis al palau Antònia, ara destruït, al costat sud-oest de la ciutat. Al costat, hi ha dos recintes catòlics que adopten els noms d'aquests esdeveniments: un monestir franciscà que inclou l'església de la Condemna i Imposició de la Creu i l'església de la Flagel·lació; el Convent de les Germanes de Sió, inclosa l'església d'Ecce Homo.
Els estudis arqueològics han confirmat que un arc en aquestes dues estacions tradicionals va ser construït per Hadrià com la porta d'entrada de tres arcs de l'est dels dos fòrums. Abans de la construcció d'Hadrià, l'àrea havia estat una gran piscina d'aigua a l'aire lliure, la piscina Struthion esmentada per Flavi Josep. Quan posteriors obres d'edificació van estrenyir la Via Dolorosa, els dos arcs a banda i banda de l'arc central es van incorporar a una successió d'edificis; l'església d'Ecce Homo conserva ara l'arc nord.
Les tres esglésies del nord es van construir gradualment després que el lloc fos parcialment adquirit el 1857 per Marie-Alphonse Ratisbonne, un jesuïta que pretenia utilitzar-lo com a base per fer proselitisme dels jueus. L'església més recent de les tres —l'església de la Flagel·lació— va ser construïda durant la dècada de 1920. Damunt de l'altar major, sota la cúpula central, hi ha un mosaic sobre un fons daurat que mostra La corona d'espines travessada per les estrelles, i l'església també conté vitralls moderns que representen Crist flagellat al pilar, Pilat rentant-se les mans i l'Alliberament de Barrabàs. El Convent, que inclou l'Església de l'Ecce Homo va ser la primera part del conjunt que es va construir, conté les restes arqueològiques més extenses. Abans de la compra de Ratisbona, el lloc havia estat en ruïnes durant molts segles.

### Estacions tres, set i nou: Les tres caigudes de Jesús

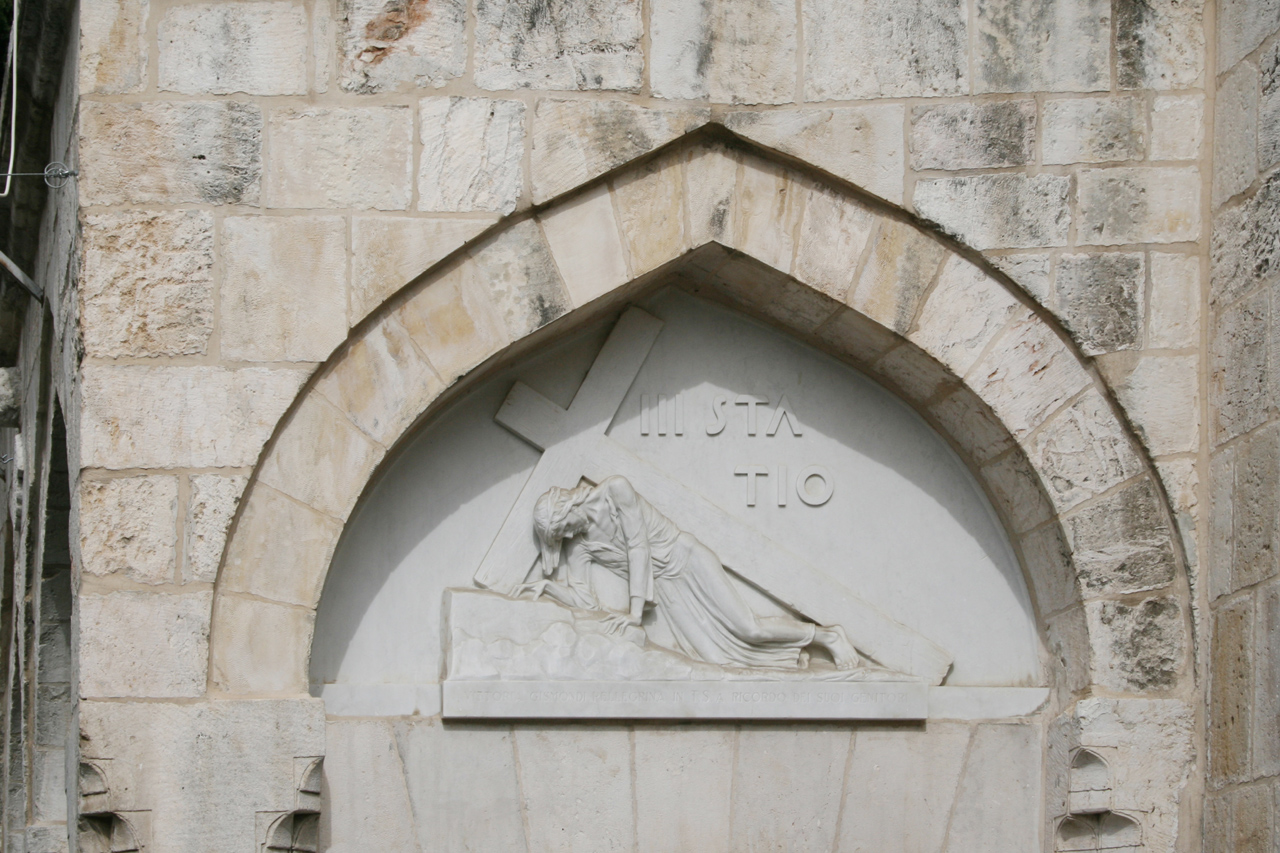
L'exterior de la capella catòlica polonesa a la tercera estació

La tradició cristiana diu que Jesús va ensopegar tres vegades durant la seva caminada per la ruta. Aquesta creença es manifesta actualment en la identificació de les tres estacions on es van produir aquestes caigudes. La tradició diu que Maria, la mare de Jesús, va col·locar marcadors de pedra a casa seva, fora de Jerusalem per recórrer els passos de la Passió del seu fill, però l'origen de la devoció en la seva forma actual no és clar.
La primera caiguda està representada per l'actual tercera estació, situada a l'extrem oest de la fracció oriental de la Via Dolorosa, adjacent a la capella catòlica polonesa del segle xix; aquesta capella va ser construïda pels catòlics armenis. Les renovacions de 1947–1948, a la capella del segle xix, es van dur a terme amb l'ajuda d'una gran subvenció econòmica de l'⁣exèrcit polonès. El lloc era anteriorment un dels banys turcs de la ciutat.
La segona caiguda està representada per l'actual setena estació, situada en una cruïlla important de camins, adjacent a una capella franciscana, construïda l'any 1875. A l'època d'Hadrià, era la cruïlla del card principal (carretera nord-sud), amb el decumà (carretera est-oest) que esdevingué la Via Dolorosa. A la Capella franciscana, al nivell inferior de la capella, es poden veure les restes d'un tetràpiló, que marcava aquesta cruïlla romana. Abans del segle xvi, aquest emplaçament era la vuitena i última estació.

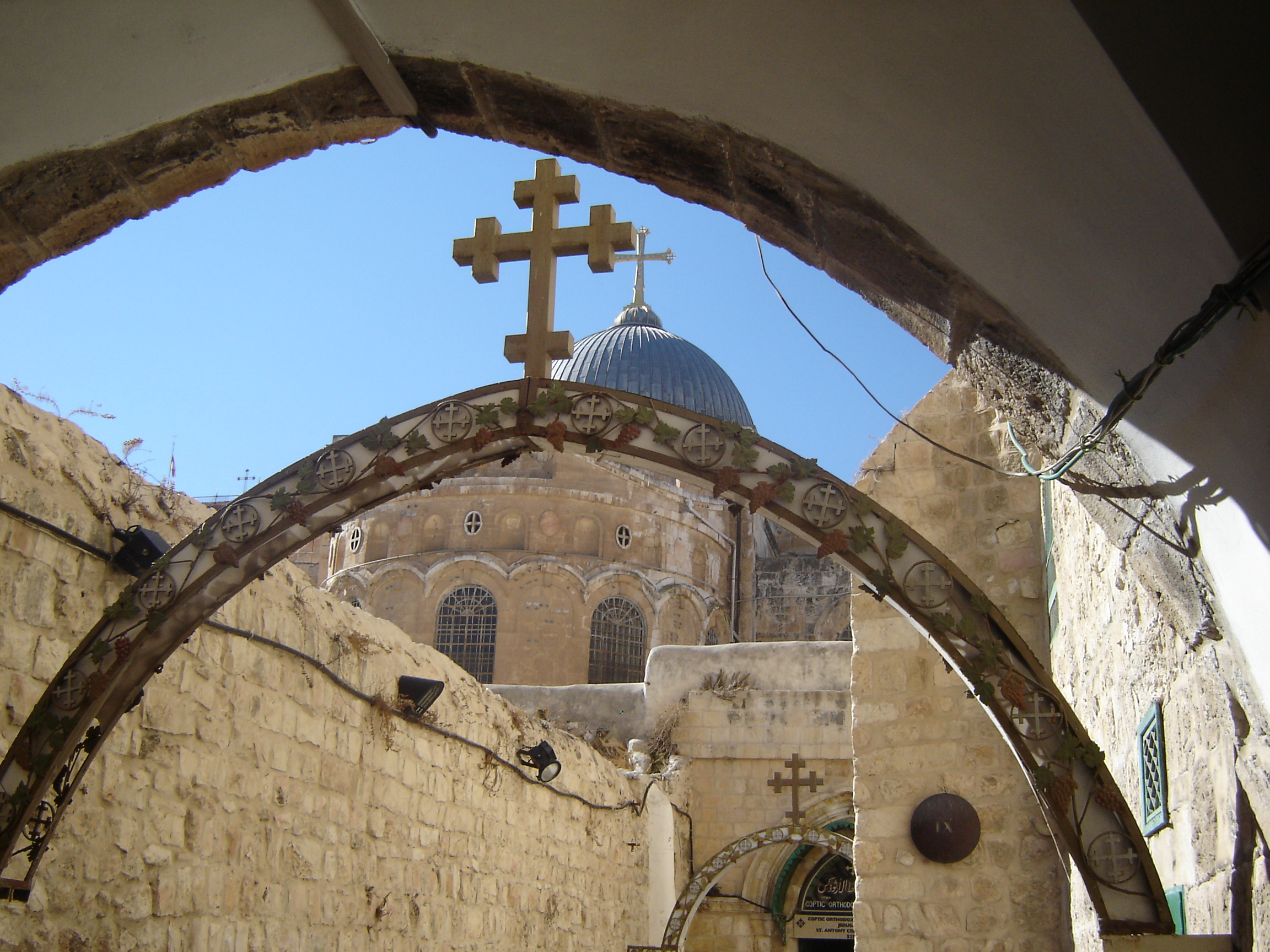
La novena estació, indicada pel disc negre a la paret. Al fons hi ha l'entrada al Patriarcat Copte Ortodox. El carreró és paral·lel i al sud de la Via Dolorosa.

La tercera caiguda està representada per l'actual novena estació, que en realitat no es troba a la Via Dolorosa, sinó que està situada a l'entrada del monestir ortodox etíop i el monestir copte ortodox de Sant Antoni, que conjuntament formen l'estructura del sostre del subterrani de la capella de Santa Helena a la basílica del Sant Sepulcre; les esglésies copte i ortodoxa etíop es van dividir el 1959. Abans d'aquesta època els edificis monàstics es consideraven un únic monestir. No obstant això, a principis del segle XVI, la tercera caiguda es va situar al pati d'entrada a la basílica del Sant Sepulcre, on hi ha una creu de pedra gravada in situ que ho indica. Anteriorment, cap al segle xv, l'estació final estava situada en un abans que s'hagués arribat a aquest punt.

### Les trobades
Quatre estacions commemoren les trobades entre Jesús i altres persones, als carrers de la ciutat.

#### Quarta estació: trobada amb Maria, mare de Jesús
La tradició cristiana diu que Maria es va acostar al seu fill durant el seu camí de la creu. La quarta estació, la ubicació de l'església catòlica armènia de Nostra Senyora dels Dolors, commemora aquests fets. Una lluneta a sobre de l'entrada de la capella fa referència a aquests esdeveniments mitjançant un baix relleu tallat per l'artista polonès Zieliensky. L'oratori, batejat amb el nom de Nostra Senyora de l'Espasme va ser construït l'any 1881. La cripta conserva algunes restes arqueològiques d'antics edificis bizantins del lloc, inclòs un terra de mosaic.

#### Cinquena estació: trobada amb Simó de Cirene

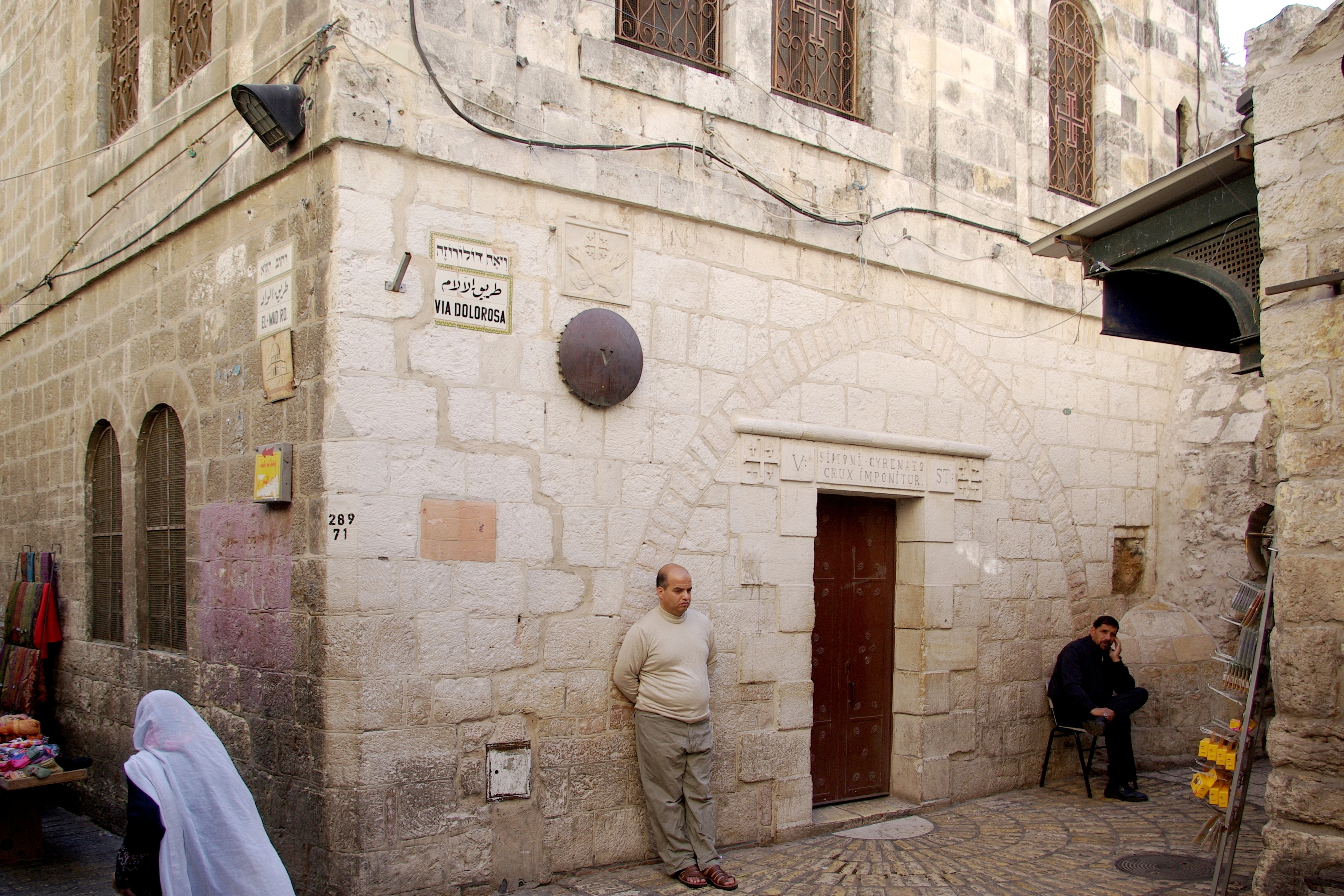
L'exterior de la capella de Simon de Cyrene, a la cinquena estació

La cinquena estació fa referència a l'episodi bíblic en el qual Simó de Cirene agafa la creu de Jesús i la porta per ell. Aquesta narració està inclosa als tres evangelis sinòptics. L'actual emplaçament tradicional de l'estació es troba a l'extrem est de la fracció occidental de la Via Dolorosa, adjacent a la capella de Simó de Cirene, una construcció franciscana construïda l'any 1895. Una inscripció a l'arquitrau d'una de les portes de la capella fa referència als fets sinòptics.
Abans del segle xv, aquest lloc era conegut com la Casa del Pobre. El nom fa referència al conte de Llàtzer el leprós. Al costat de la suposada Casa del Pobre hi ha un arc sobre el camí. Es creia que la casa de l'arc era la Casa de l'home ric. Les cases en qüestió, però, només daten de l'edat mitjana, i la narració de Llàtzer el leprós és avui àmpliament considerada com una paràbola.

#### Sisena estació: trobada amb Verònica

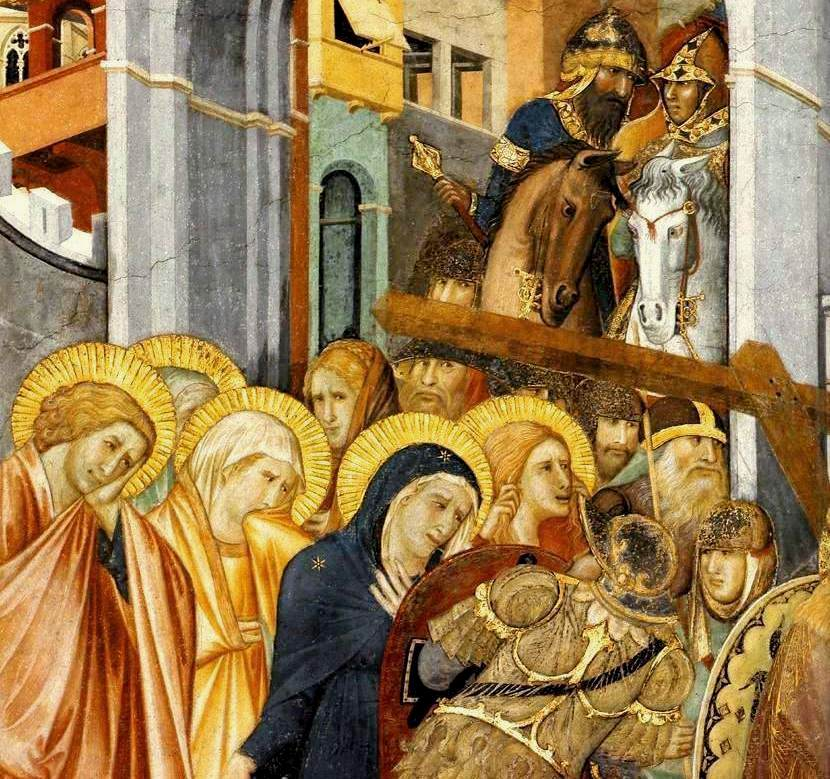
Fresc de Pietro Lorenzetti de dones seguint Jesús a la Via Dolorosa, Assís, 1320

Una llegenda catòlica romana medieval considerava que una peça específica de tela, coneguda com el vel de la Verònica, estava impresa de manera sobrenatural amb la imatge de Jesús, pel contacte físic amb la cara de Jesús. Mitjançant la metàtesi de les paraules llatines vera icona (que significa imatge real) a Verònica, es va dir que el vel de la Verònica havia guanyat la seva imatge quan una santa Verònica es va trobar amb Jesús i es va eixugar la suor de la cara amb el drap. Cap element d'aquesta llegenda està present a la Bíblia, tot i que la imatge d'Edessa s'esmenta a «Les epístoles de Jesucrist i Abgar, rei d'Edessa», una peça tardana de l'apòcrif del Nou Testament. El vel de la Verònica es relaciona amb una imatge anterior a la crucifixió, i és diferent de la imatge de la cara sagrada posterior a la crucifixió, sovint relacionada amb el sudari de Torí.
L'actual sisena estació de la Via Dolorosa commemora aquest moment en el qual es diu que una dona va eixugar la suor de la cara de Jesús amb un drap. El lloc va ser identificat com el lloc de la trobada al segle xix. El 1883, els grecs catòlics romans van comprar les ruïnes del segle xii al lloc i hi van construir l'església de la Santa Faç i Santa Verònica, afirmaven que Verònica s'havia trobat amb Jesús fora de casa seva i que la casa havia estat antigament situada a aquest lloc. L'església inclou algunes de les restes dels edificis del segle XII que antigament havien estat al lloc, inclosos arcs del monestir de Sant Cosme construït pels croats. L'edifici actual és administrat per les Germanes de Jesús, i no és obert al públic.

#### Vuitena estació: trobada amb les dones pietoses
La Vuitena estació commemora un episodi descrit per l'Evangeli de Lluc, sol entre els evangelis canònics, en què Jesús es troba amb dones pietoses en el seu viatge, i és capaç d'aturar-se i parlar-hi. Tanmateix, abans del segle XV es creia que l'última estació del passeig de Jesús es trobava en un punt anterior de la Via Dolorosa, abans que s'hagués arribat a aquest lloc. L'actual vuitena estació és adjacent al monestir ortodox grec de Sant Caralampi.

## Processons actuals
Cada divendres, una processó catòlica romana recorre la Via Dolorosa, comença al conjunt monàstic per la primera estació. La processó està organitzada pels franciscans d'aquest monestir, que també condueixen la processó. A la ruta també tenen lloc periòdicament recreacions actuades, que van des de produccions d'aficionats amb, per exemple, soldats que porten cascos de plàstic i embolcalls de polièster de color vermell viu fins a un drama més professional amb roba i accessoris històricament precisos.
La seu del Patriarcat Copte Ortodox a Jerusalem es troba al terrat de la basílica del Sant Sepulcre. A l'entrada del Patriarcat hi ha una columna amb una creu que marca la novena estació de la Via Dolorosa. El 1980 el papa Shenouda III d'Alexandria (3 d'agost de 1923 - 17 de març de 2012) havia prohibit als fidels coptes viatjar a Jerusalem en pelegrinatge fins que es resolgués el conflicte israelià-palestí. Tanmateix, malgrat la prohibició, desenes de pelegrins coptes viatgen a Jerusalem cada any, especialment durant les vacances de Setmana Santa.

## Galeria d'imatges de les 14 estacions

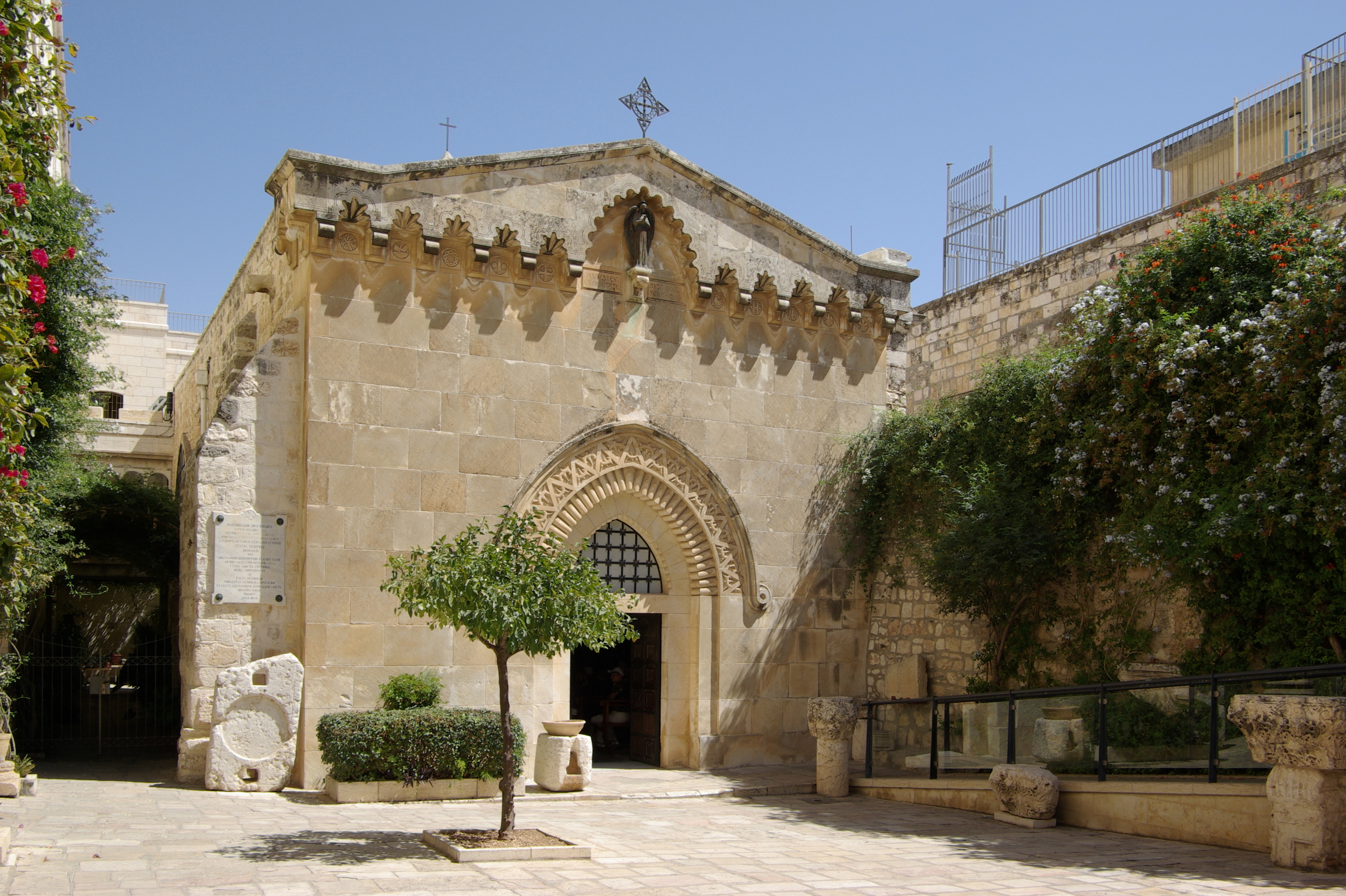
1a Estació, Jesús és condemnat a mort
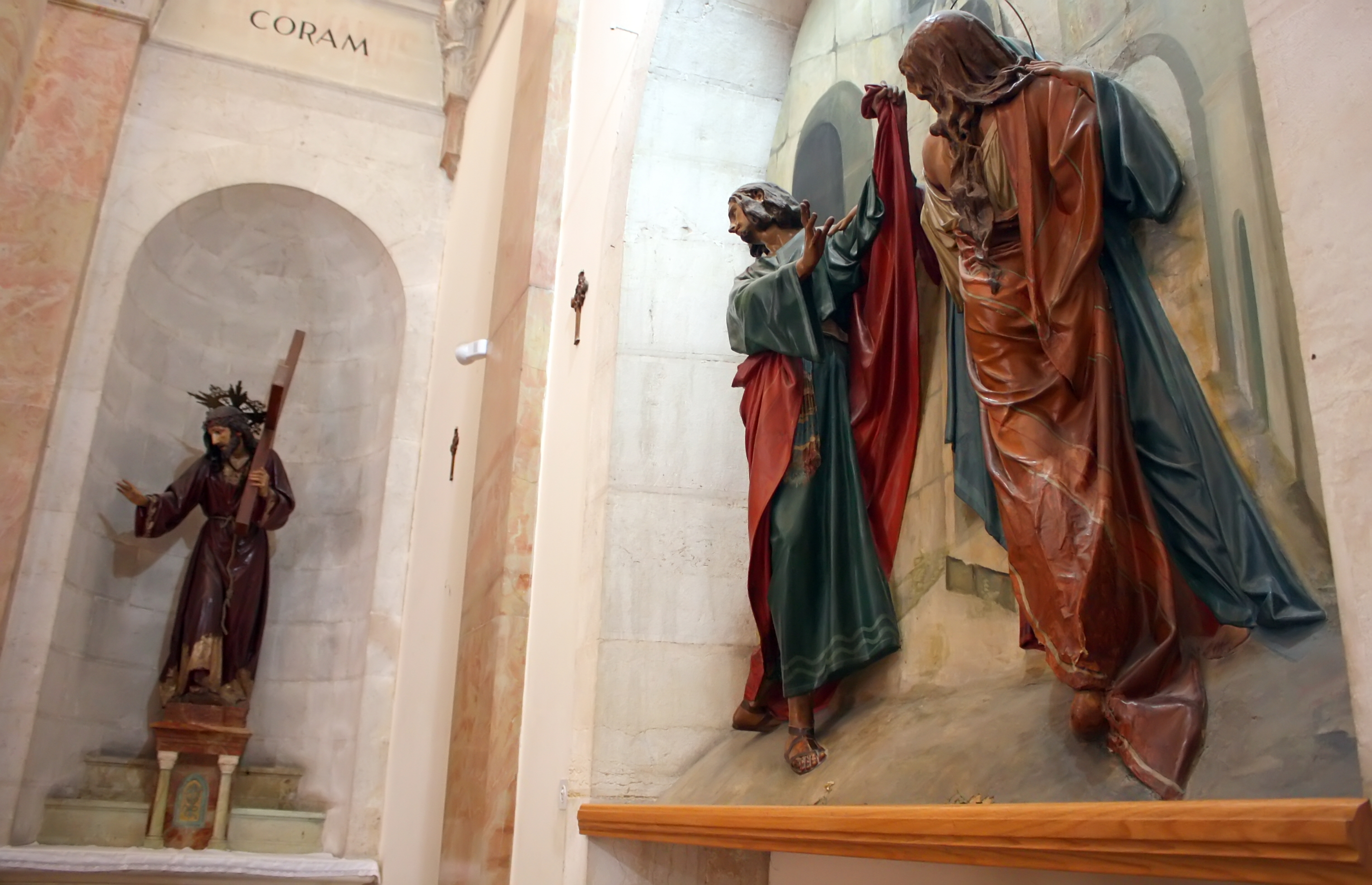
2a Estació, Jesús porta la seva creu
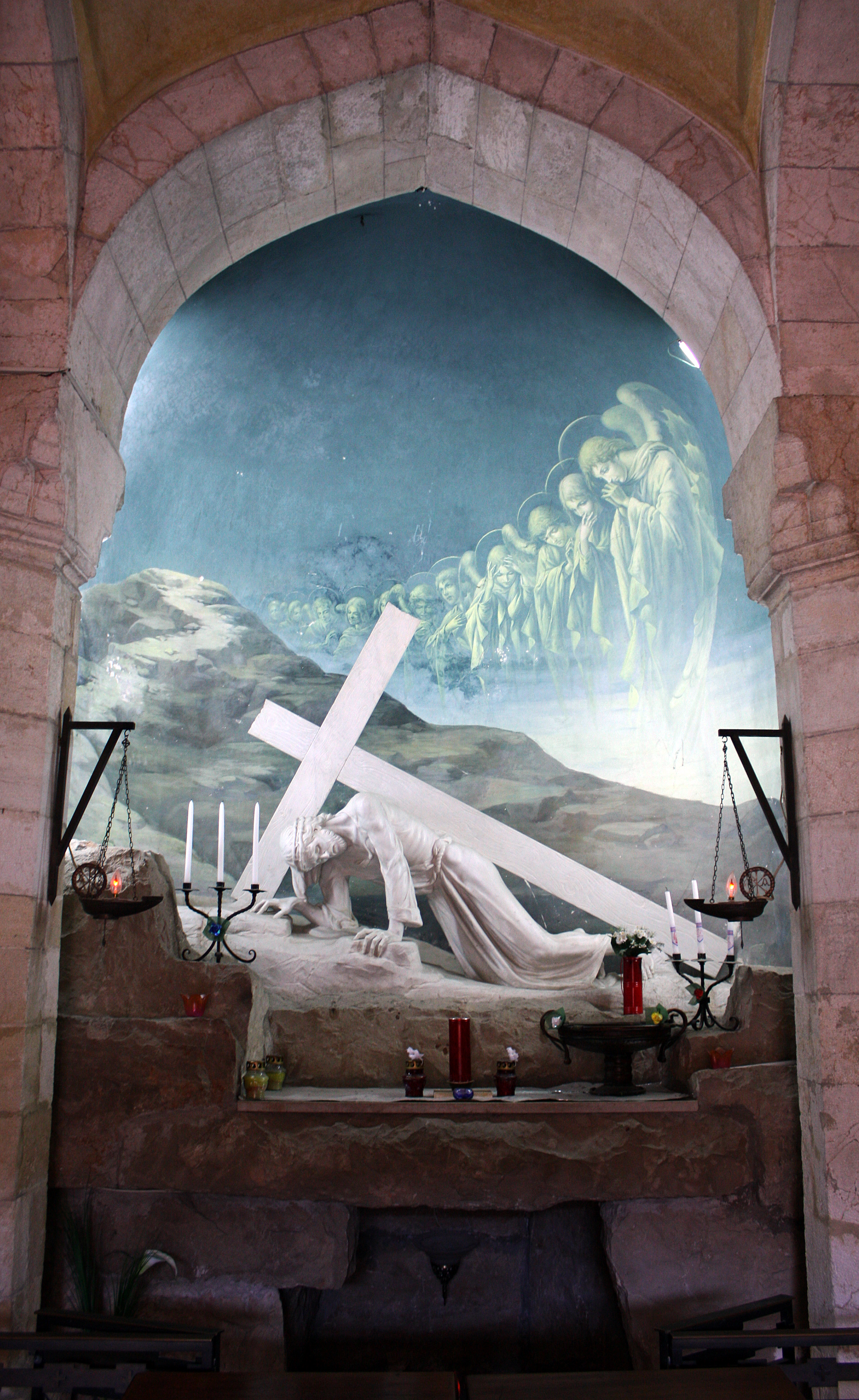
3a Estació, Jesús cau per primera vegada
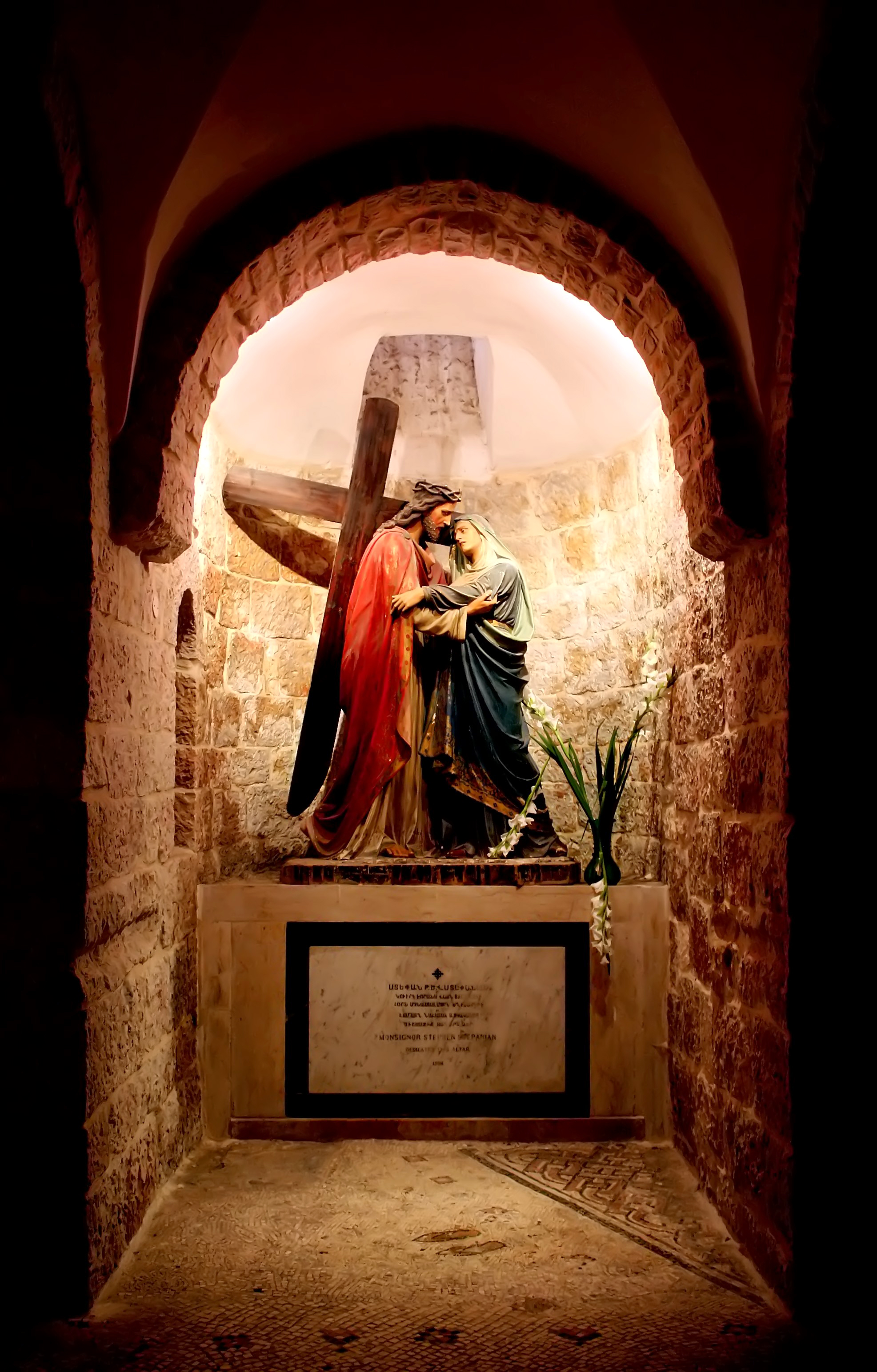
4a Estació, Jesús es troba amb la seva mare
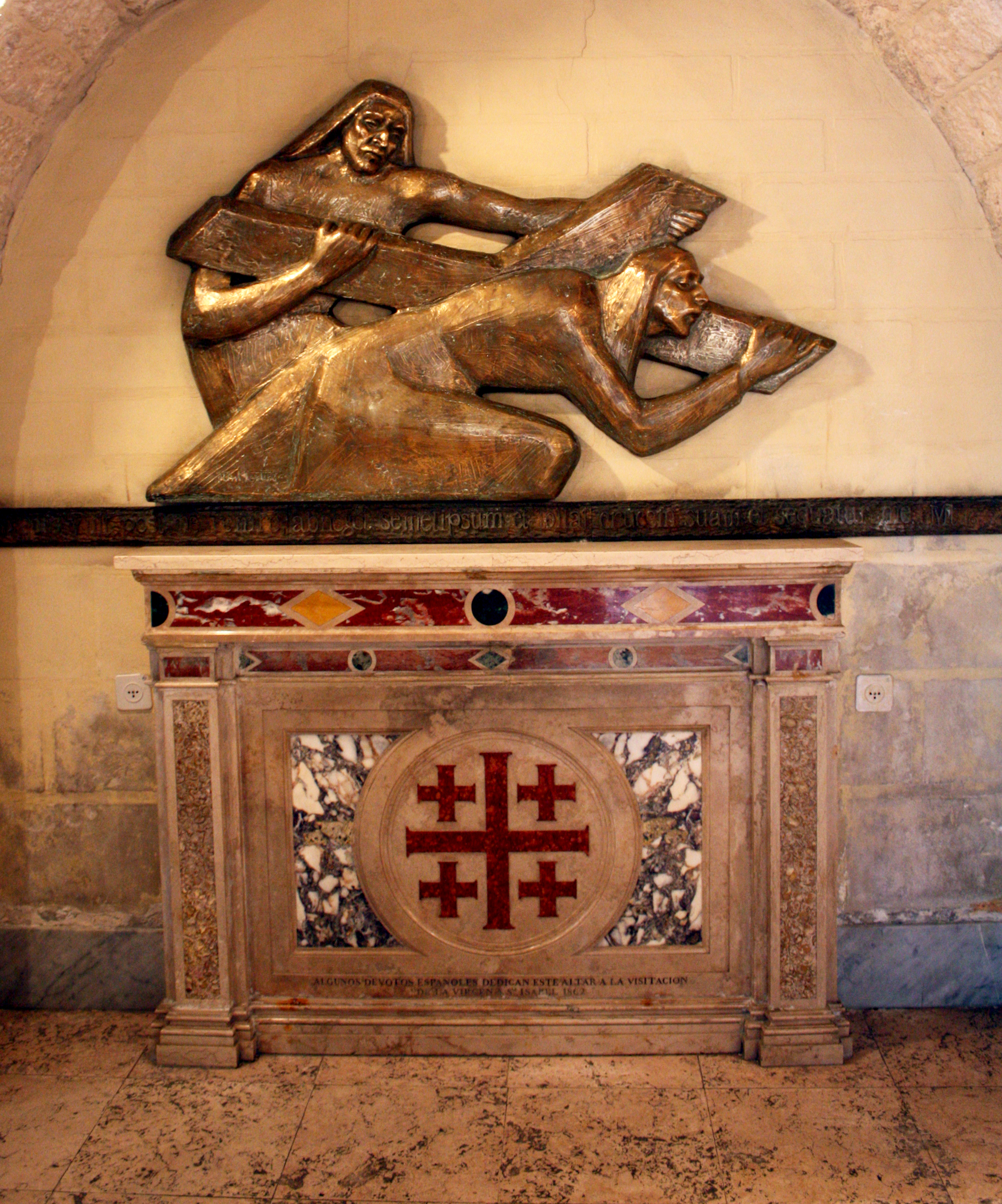
5a estació, Simó de Cirene ajuda a Jesús a portar la creu
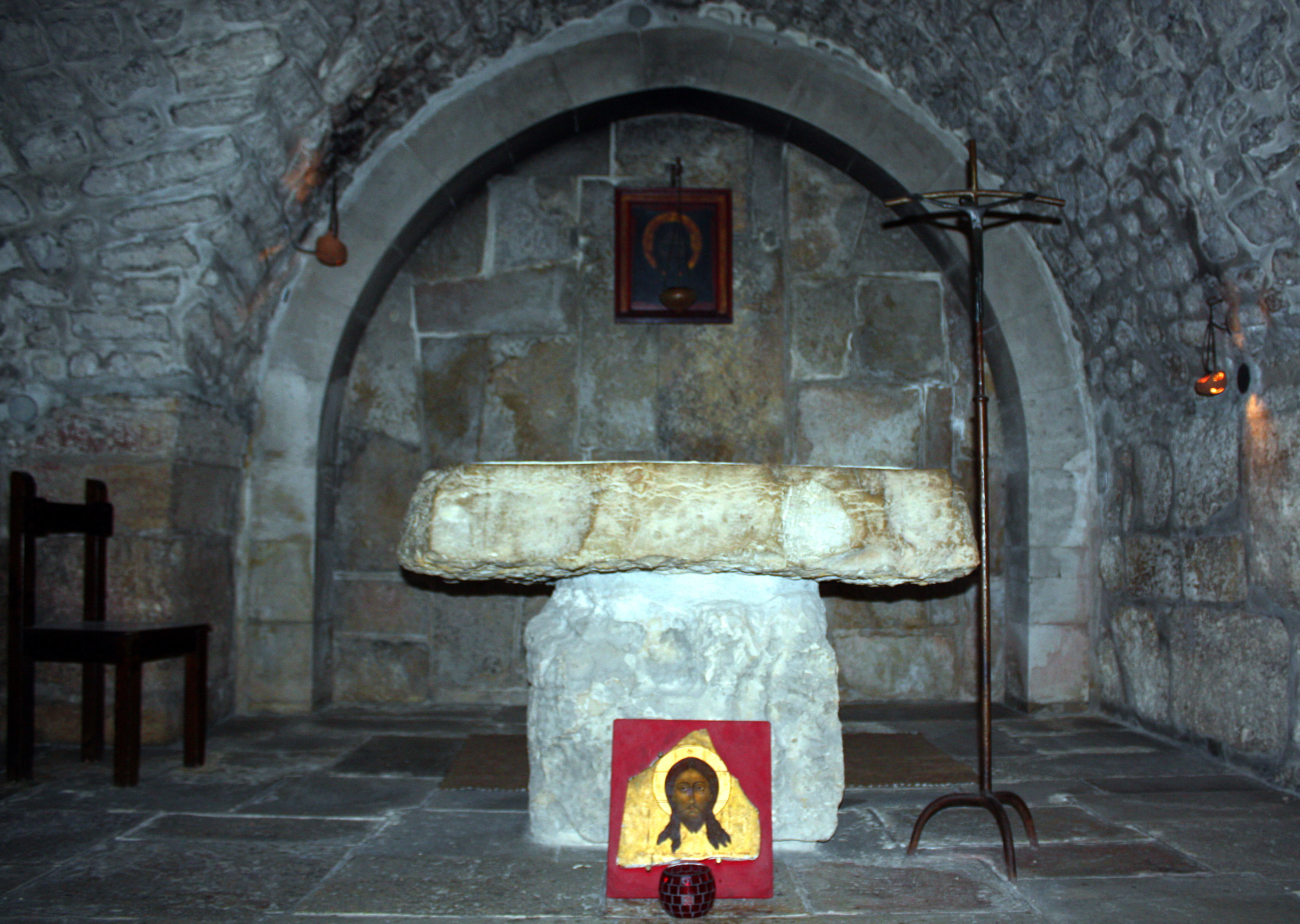
6a Estació, Verònica eixuga la cara de Jesús
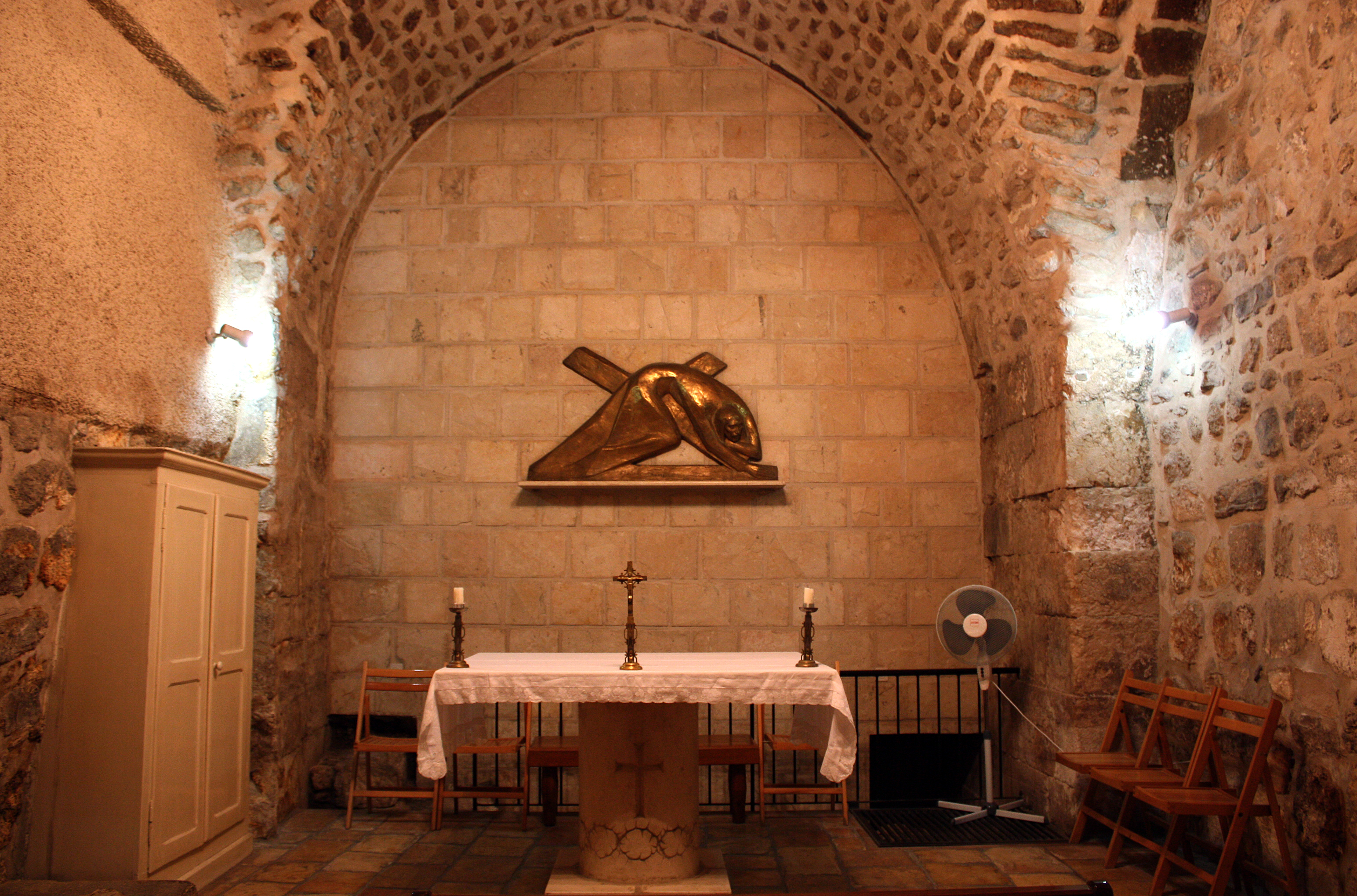
7a Estació, Jesús cau per segona vegada
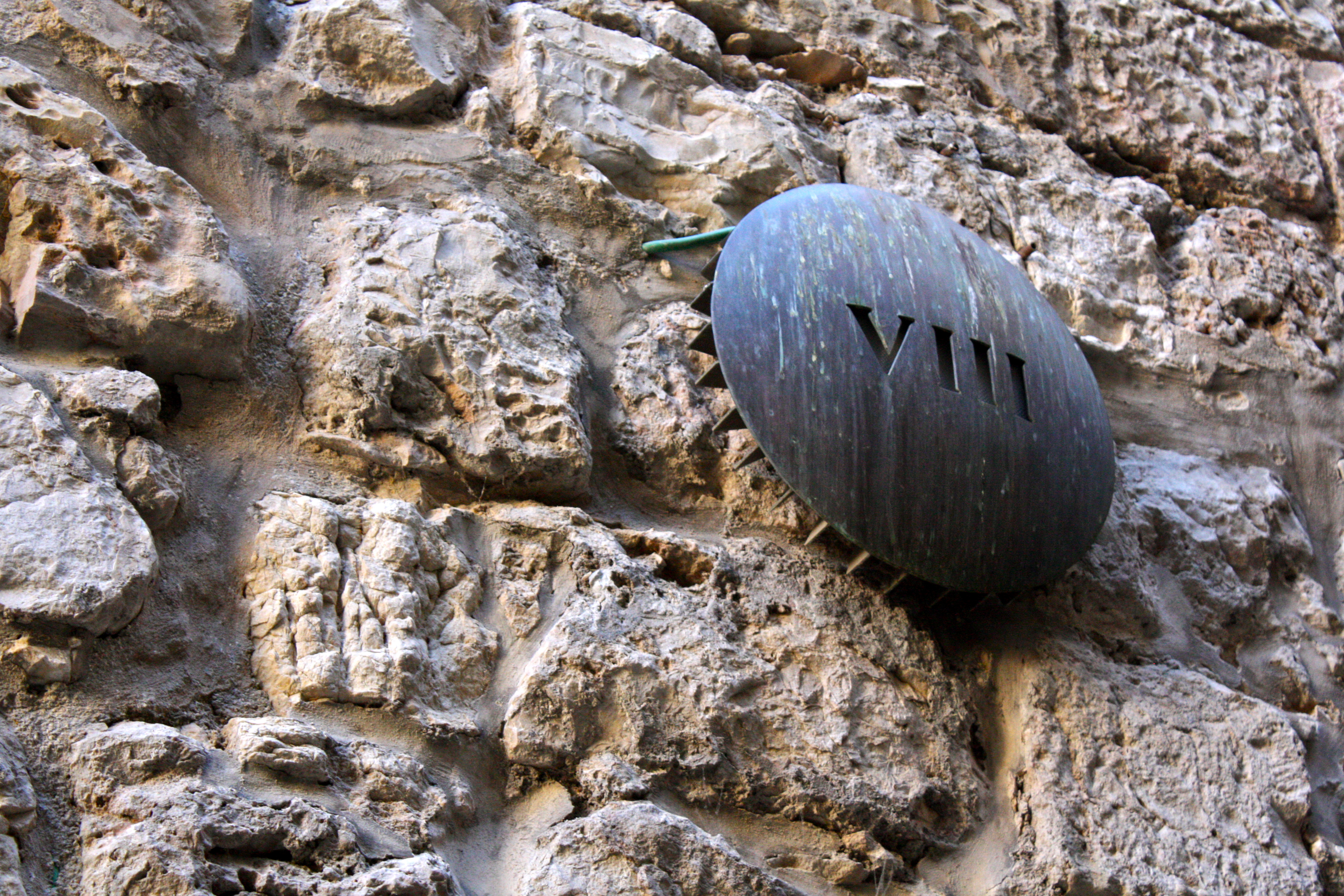
8a Estació, Jesús es troba amb les dones de Jerusalem
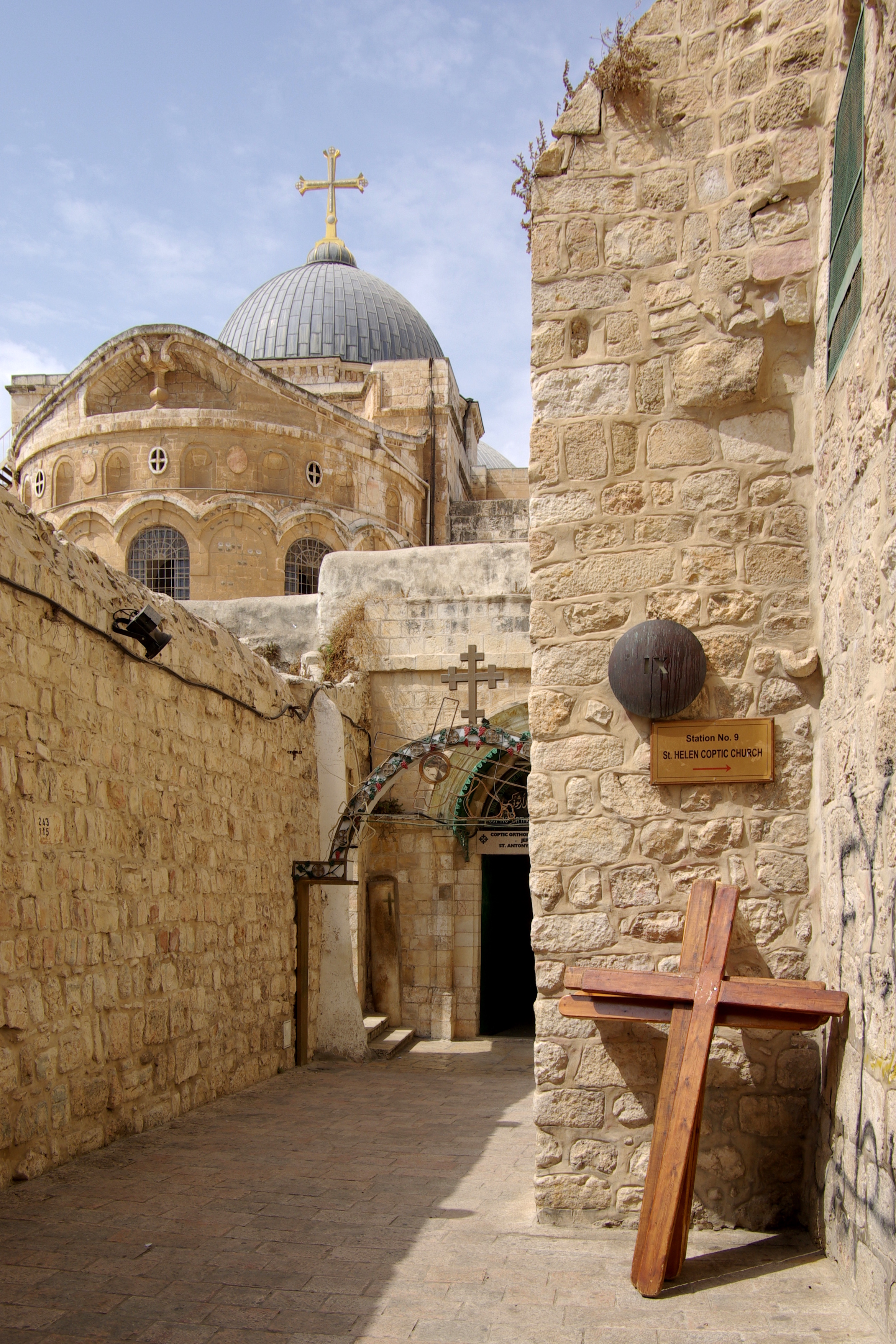
9a Estació, Jesús cau per tercera vegada
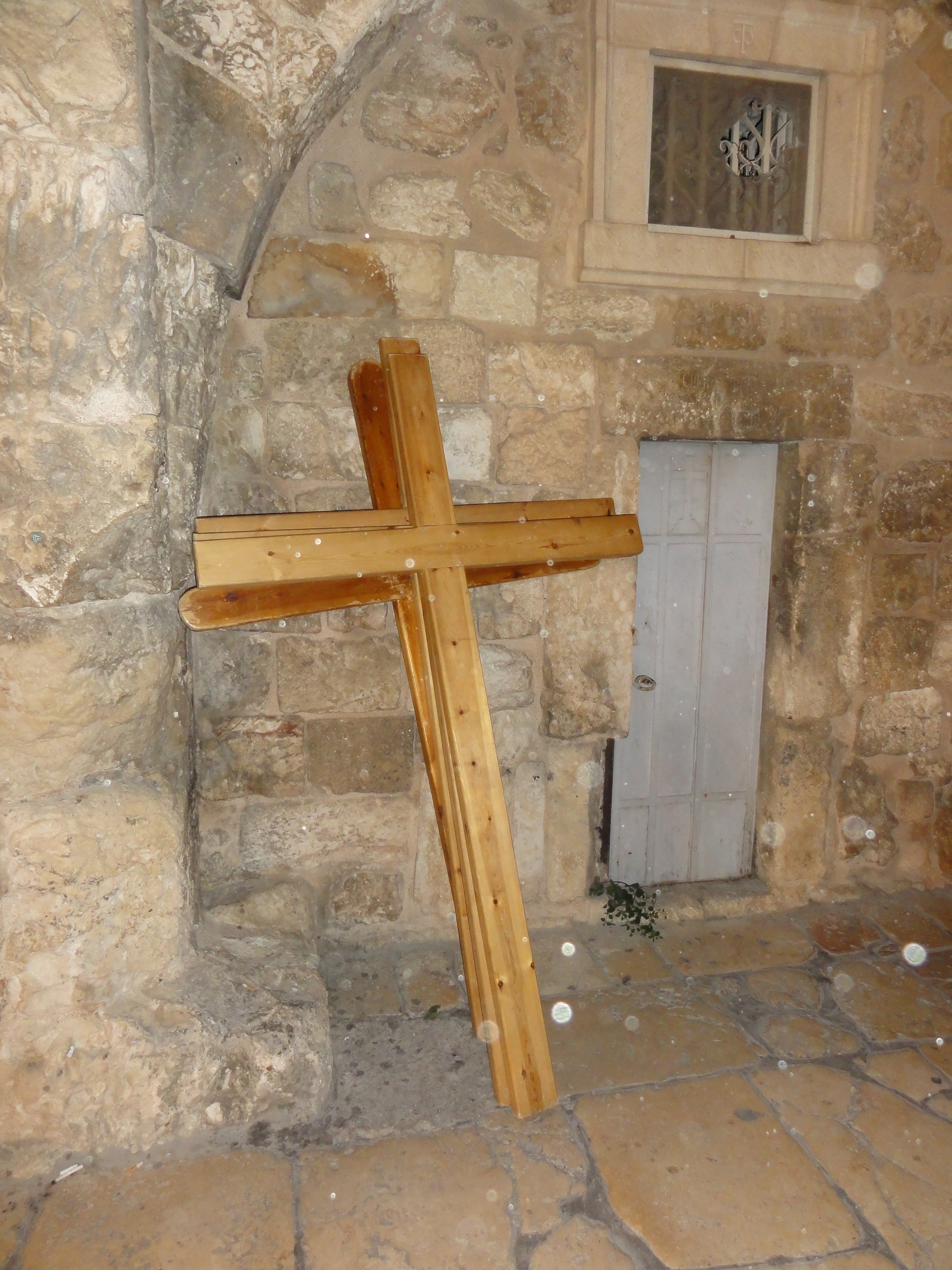
10a Estació, Jesús és despullat de la seva vestimenta
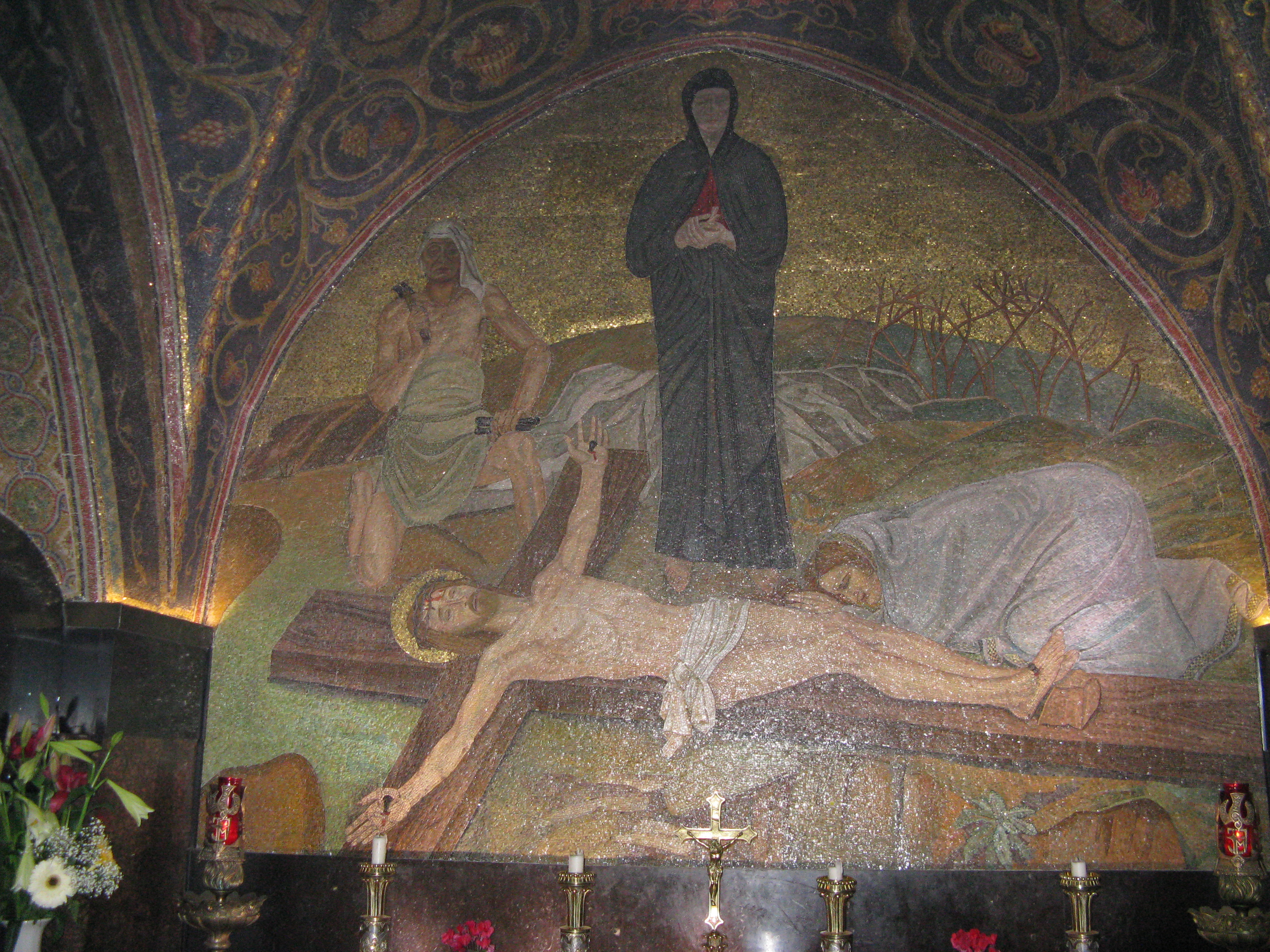
11a Estació, Crucifixió: Jesús és clavat a la creu
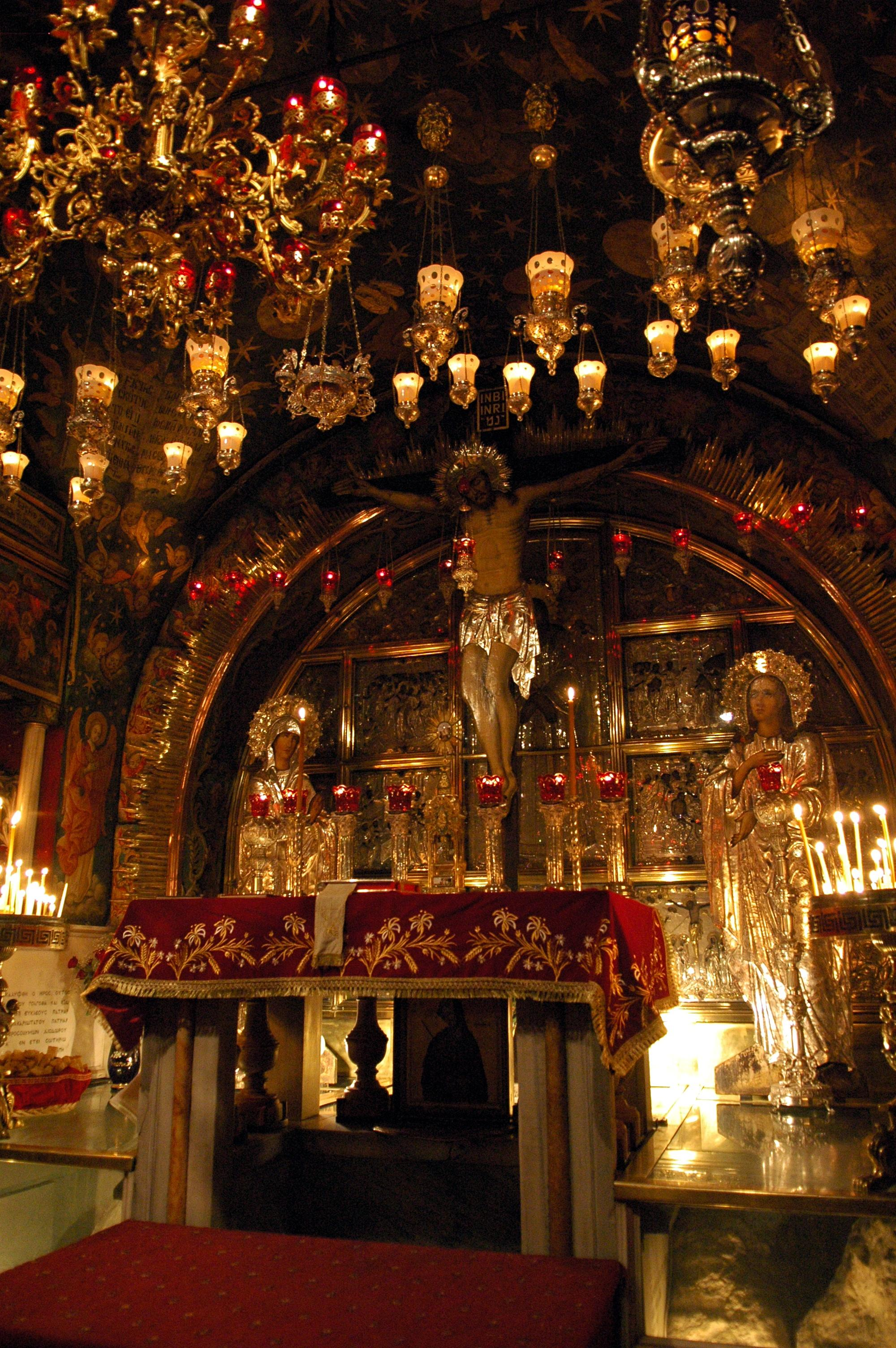
12a Estació, Jesús mor a la creu
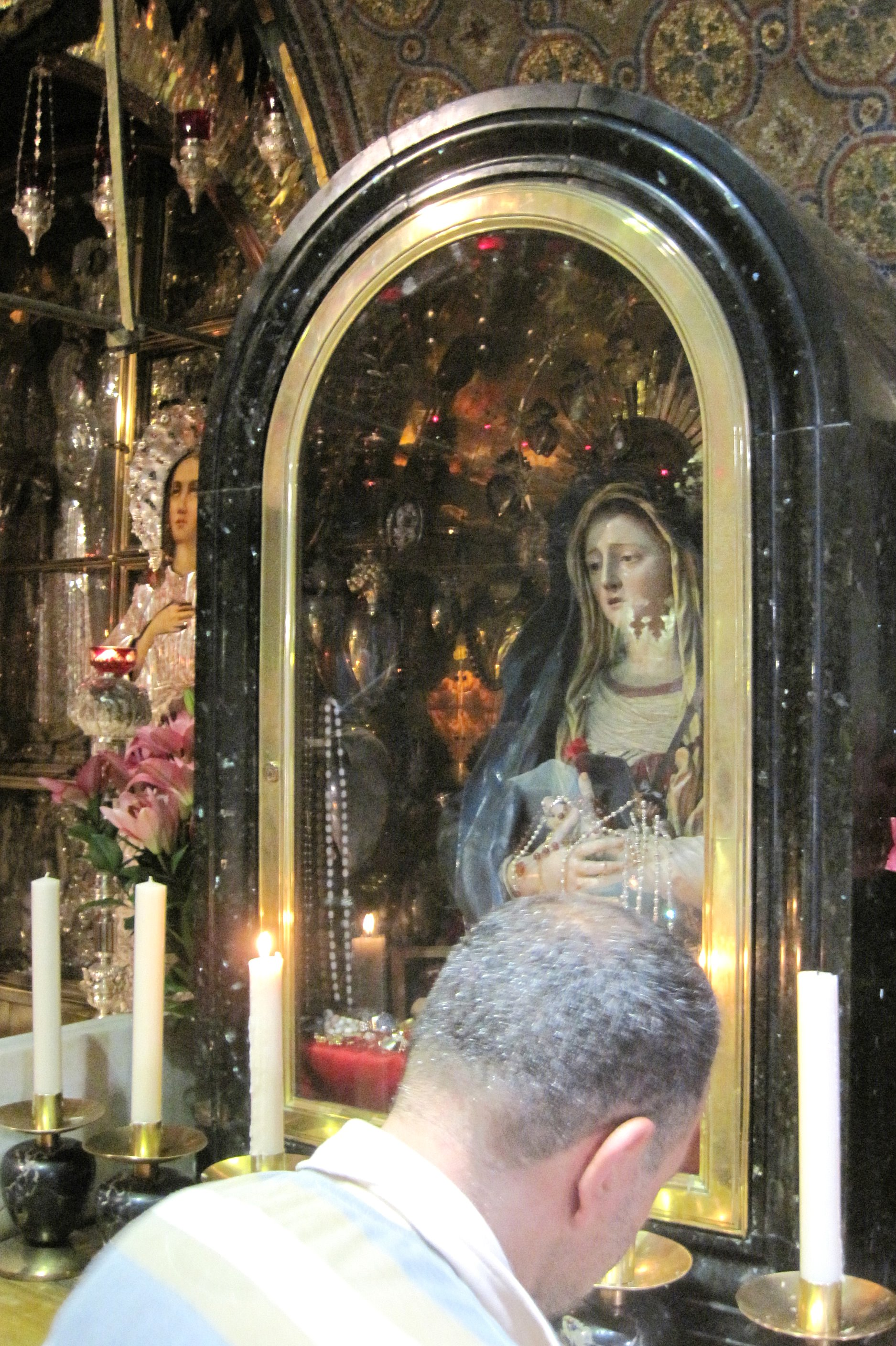
13a Estació, bust catòlic de la Mare de Déu dels Dolors
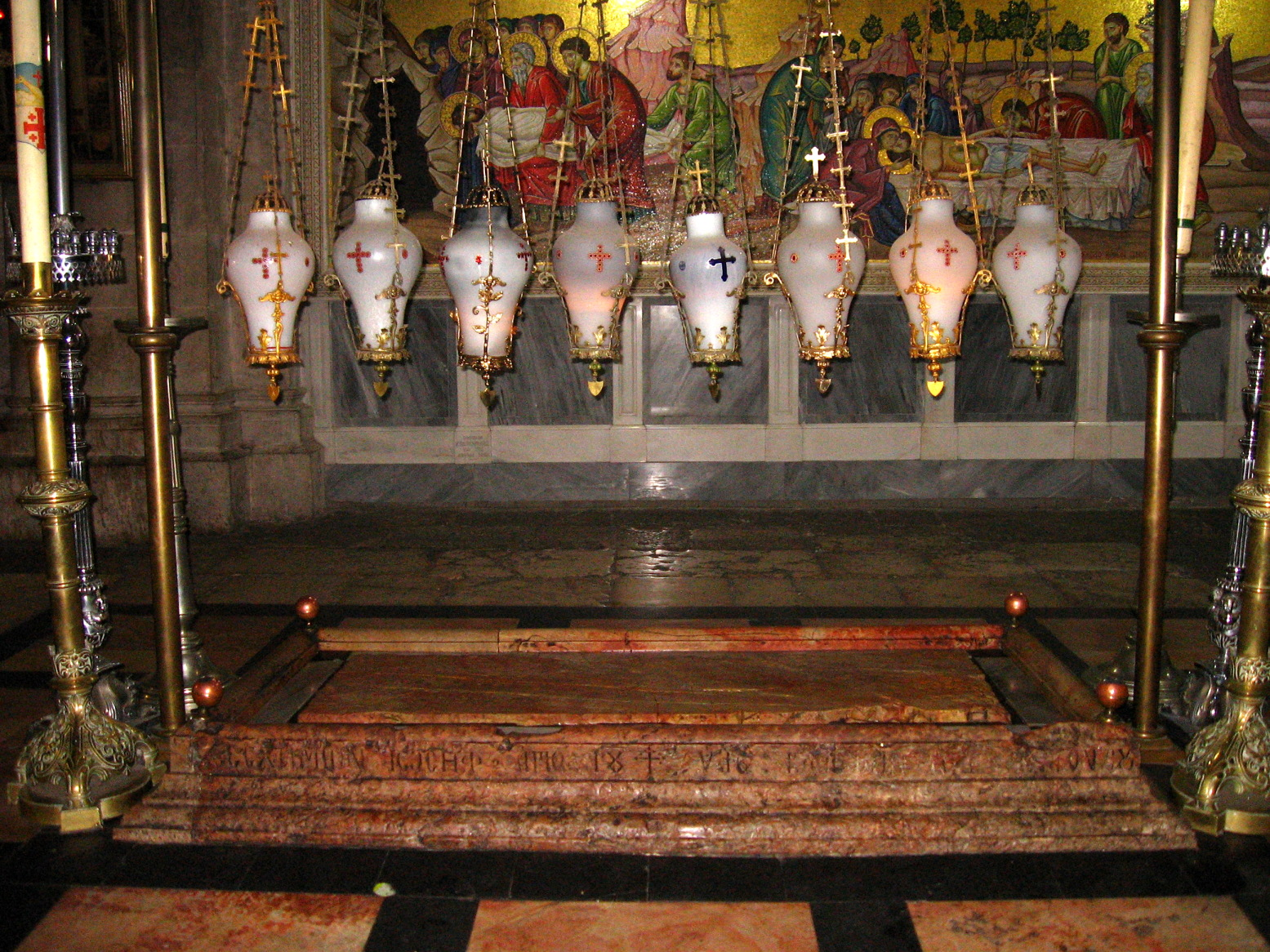
alternativa 13a Estació, Pedra de la Unció
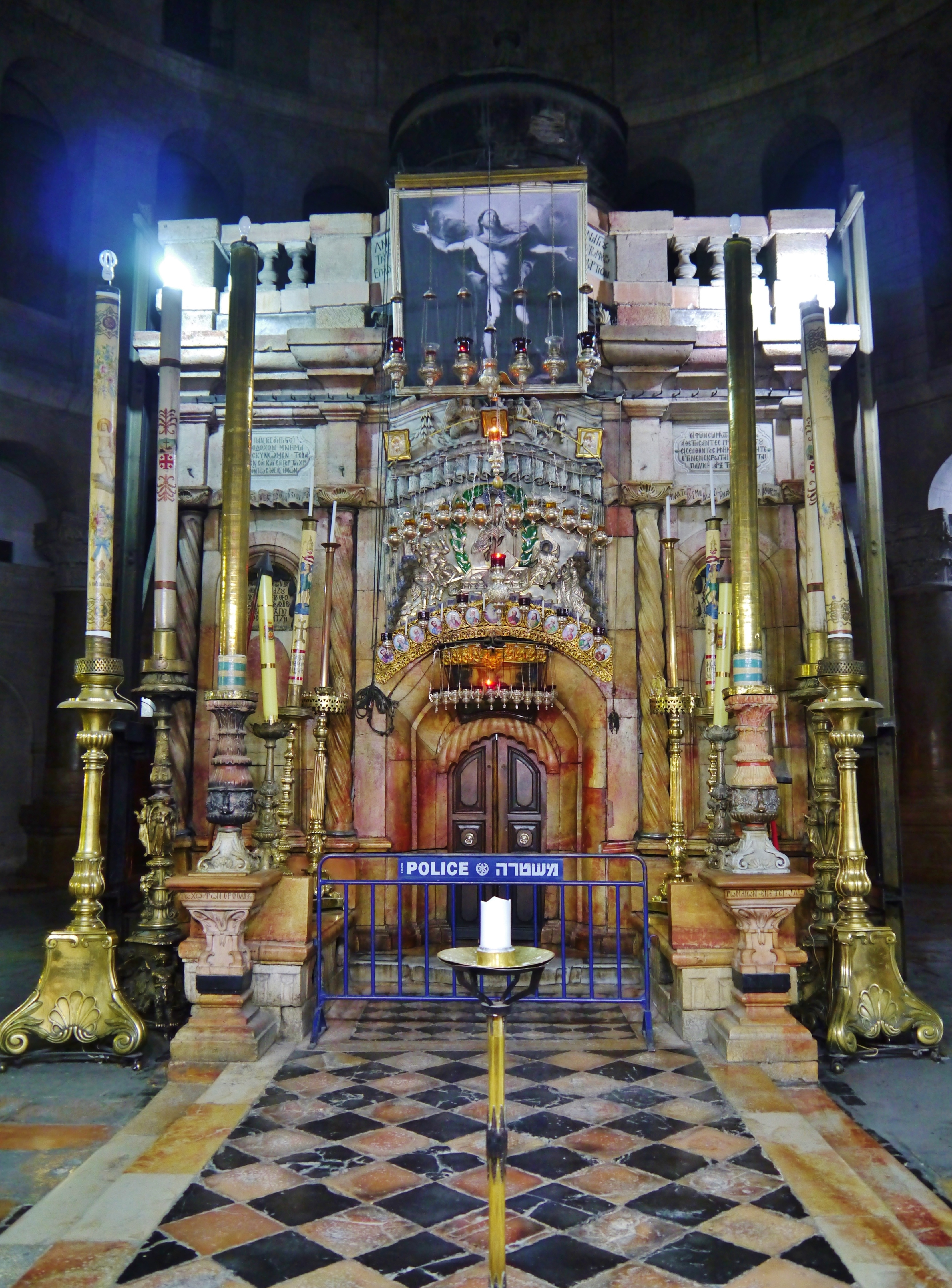
14a Estació, Jesús és posat a la tomba